# Rudolf Gundlach (duchowny)
Rudolf Gustaw Gundlach (ur. 21 czerwca 1850 w Paproci Dużej, zm. 11 października 1922 w Łodzi) – duchowny ewangelicki.

## Życiorys
Gundlach podjął naukę w gimnazjum w Łomży, gdzie poznał Karola Manitiusa, który w 1867 obejmując parafię w Warszawie zabrał Rudolfa ze sobą, co umożliwiło Gundlachowi ukończenie edukacji w renomowanym gimnazjum niemieckiej szkoły głównej w Warszawie w 1870. Po uzyskaniu świadectwa dojrzałości podjął naukę na Wydziale Teologicznym Uniwersytetu w Dorpacie. Ukończywszy studia powrócił do Warszawy, gdzie pełnił przez ponad rok funkcję pastora-diakona w kościele ewangelicko-augsburskim Świętej Trójcy. Ponadto pracował również jako nauczyciel religii w szkole elementarnej, III Gimnazjum Żeńskim, III Gimnazjum Męskim i w Szkole Handlowej. Następnie został pastorem w nowo utworzonej chełmskiej gminie ewangelicko-augsburskiej w Kamieniu w guberni lubelskiej, a także uczył religii w Gimnazjum Męskim w Chełmie. W 1877 został proboszczem w parafii chełmskiej. W okresie pełnienia funkcji proboszcza jednym z jego głównych zadań była budowa kościoła i plebanii, dla 6 tys. ewangelików, które zostały wybudowane w latach 1880–1881. W 1889 rozpoczął posługę kapłańską w Wiskitkach i Żyrardowie, a także administrował filią parafii w Błędowie, w związku z czym zamieszkał w Żyrardowie, gdzie wybudował kościół, oddany do użytku w 1898. 
W październiku 1898 został proboszczem w parafii ewangelicko-augsburskiej pw. Świętej Trójcy w Łodzi. W pracy duszpasterskiej towarzyszył mu pastor Paweł Hadrian. Jedną z przyczyn, dla których Gundlach został wybrany pastorem parafii, była jego znajomość języka polskiego, a także polskie pochodzenie. Łódź na przełomie XIX i XX w. była miastem, w którym żyła duża grupa Polaków ewangelików, a także znaczna część niemieckich luteranów asymilowała się z Polakami, w związku z czym zaistniała znacząca potrzeba prowadzenia nabożeństw w języku polskim. Pierwsze odprawione przez Gundlacha nabożeństwo w języku polskim odbyło się 1 listopada 1898. Nabożeństwa w tym języku w parafii św. Trójcy odtąd odbywały się raz w miesiącu, a w późniejszym okresie również w trakcie świąt kościelnych. Gundlach wraz z objęciem parafii został prezesem niemieckiego Towarzystwa Śpiewaczego (niem. Kirchen-Gesang-Verein Sankt Trinitatis). Przyczynił się również do powstania w 1916 Polskiego Ewangelickiego Chóru Kościelnego – pierwszej łódzkiej organizacji ewangelików-Polaków. W 1900 zainicjował budowę szkoły elementarnej dla dzieci z ewangelickiego domu sierot, a w późniejszym okresie powstanie 3 szkół kantoralnych. Ponadto zainicjował przeniesienie Zakładu dla Niedorozwiniętych i Epileptyków z Wiskitek do Łodzi, który wybudowano w 1908 przy ul. Północnej 42 w Łodzi. W latach 1905–1907 Gundlach zaangażowany był we wspieranie pracowników fabryk, których praca została wstrzymana w wyniku lokautu. 
W 1907 został prezesem Łódzkiego Chrześcijańskiego Towarzystwa Dobroczynności, zastępując na stanowisku Karola Jonschera. Jako prezes ŁCHTD zajmował się łącznie 20 instytucjami dobroczynnymi o charakterze socjalnym, opiekuńczo-wychowawczym oraz leczniczym. W 1911 zainicjował „Dzień ubogich”, w ramach którego organizował imprezy, kwesty, koncerty, sprzedaże kwiatów, przedstawienia, zbierając łącznie ok. 50 tys. rubli, które przeznaczył na łódzkie instytucje charytatywne różnych wyznań. Gundlach został również prezesem Komitetu Obywatelskiego Niesienia Pomocy Biednym w Łodzi, zaopatrując biednych w żywność, ponadto był członkiem Miejskiej Rady Opiekuńczej oraz Wydziału Dobroczynności Publicznej przy Magistracie miasta Łodzi, Komitetu Tanich i Bezpłatnych Kuchni, Komitetu Zagonków Rolnych, Fabryki Taniego Obuwia przy łódzkim Magistracie, Komitetu Przytułku dla Polskich Jeńców Wojennych, prezesem Komitetu Przeciwżebraczego oraz inicjatorem i przewodniczącym Kasy Pożyczkowej. W trakcie bitwy o Łódź Gundlach opiekował się rannymi, za co był sądzony w 1916, lecz sprawę umorzono. W marcu 1920 podczas kazania zemdlał w kościele, w listopadzie zrezygnował z prezesury w ŁCHTD. Zmarł 11 października 1922, jadąc tramwajem do chorego. Spoczywa na Starym Cmentarzu w Łodzi, na części ewangelickiej.

### Życie prywatne
Wychował się w rodzinie ewangelickiej. Jego ojcem był Jan Gundlach – uczestnik powstania listopadowego, matką zaś – Rozyna z domu Koch. Rudolf miał 3 braci i 6 sióstr. W 1876 ożenił się z Marią Elżbietą Manitius, córką Karola Gustawa Manitiusa, z którą miał jednego syna Zygmunta. Jego żona zmarła w 1878. W 1879 ożenił się z jej przyrodnią siostrą, córką Karola Manitiusa, Wandą Pauliną, z którą miał m.in. synów: Ludwika Gundlacha – lekarza oraz Rudolfa Gundlacha – inżyniera i konstruktora broni.